# Synhalcurias
Synhalcurias is een geslacht van zeeanemonen uit de klasse van de Anthozoa (bloemdieren).

## Soort
- Synhalcurias elegans (Wassilieff, 1908)